# ETFMS
| Sigles de 2 caractères   |
| Sigles de 3 caractères   |
| Sigles de 4 caractères   |
| ► Sigles de 5 caractères |
| Sigles de 6 caractères   |
| Sigles de 7 caractères   |
| Sigles de 8 caractères   |

ETFMS signifie Enhanced Tactical Flow Management System en français : Système amélioré de gestion tactique des flux (aériens).

## Description
Système informatique créé par Eurocontrol (service de la CFMU). Son but est de comparer les demandes de trafic avec la capacité des secteurs de contrôle de la zone ECAC. Si la demande est supérieure à la capacité des secteurs, le système, avec des contrôleurs aériens responsables de la gestion des flux, va effectuer une régulation et allouer un créneau horaire de décollage à chaque avion. L'ETFMS a remplacé le système TACT en 2002.
Écrit en ADA, et tournant sous Red Hat Linux, le système est basé sur un échange de messages entre les compagnies aériennes (qui vont déposer/changer/mettre à jour des plans de vol), les organismes de contrôle aérien et le CFMU, les messages étant écrits au format ADEXP.
ETFMS utilise au moins 5 notions fondamentales :
- plan de vol : décrit la trajectoire 4D d'un avion.
- régulation: taux d'avions appliqué à un « trafic volume ». Exemple: 50 avions/heure
- « trafic volume » : association d'un référentiel géographique (secteur aérien, point de route, aéroport, etc.) et d'un ensemble de flux d'avions.
- liste de créneaux horaires de décollage ou appelé slot. Exemple: si le taux de la régulation est 30 avions/h, il existera un créneau toutes les 2 minutes : 10 heures, 10 h 2, etc.
- le délai : différence de temps entre l'horaire de décollage voulu par la compagnie et l'horaire calculé par ETFMS.

Ce sont les régulateurs du CFMU qui vont créer des régulations en fonction de l'état du trafic du jour ou des jours à venir (2 jours à l'avance).

## Fonctionnement
Le processus habituel se déroule ainsi :
- envoi d'un message de dépôt de plan de vol aux deux unités IFPS (IFPU1 à Bruxelles-Belgique et IFPU2 à Bretigny Sur Orge-France). La responsabilité du traitement du FPL entre les deux unités est déterminée par l'aérodrome de départ. L'unité IFPS responsable vérifie le plan de vol dans une séquence comme suit:

1.Syntaxe - Le format du message doit être en conformité avec l'appendice 2 du Document 4444 de l'OACI.
2.EFPM - Abréviation de Extended Flight Plan Message, le message FPL doit être cohérent avec l'information déjà présente dans le système IFPS. 
3.Route - La route doit être cohérente avec les publications nationales (AIPs).
4.Profil - Le calcul du profil en 4 dimensions doit être valide (performance avion+RAD).
Ce dépôt doit être effectué 3h avant le décollage de l'avion sous peine de pénalités (sous forme de délai au décollage si le vol est soumis à régulation ATFCM).
- Une fois validé, le plan de vol est envoyé à l'ETFMS proprement dit qui va calculer son profil 4D afin de savoir dans quels secteurs il va passer.
- Si le vol passe par une ou plusieurs régulations :
  - S'il passe par une seule régulation, l'algorithme va chercher dans la liste des créneaux associés le plus proche de la demande faite par la compagnie. Par exemple, si la compagnie veut que cet avion décolle à 10h10 et que le créneau 10h10 est occupé par un autre avion, alors il prendra le prochain libre : 10h12 (avec un taux de 30 avions par heure). Cet avion sera alors déclaré "retardé" et son retard quantifié à 2 minutes.
  - Si l'avion passe par plusieurs secteurs régulés, on applique la même règle précédente et on choisit le créneau qui donne le plus grand délai (afin de maximiser la sécurité).
  - Il arrive que le vol ne passe par aucune régulation, et donc n'ait pas de créneau de décollage : la compagnie peut décoller à l'heure qu'elle a indiquée (sous réserve des créneaux de décollage aéroport !)
- Si un créneau est calculé, un message est envoyé à la compagnie lui signalant le choix. La compagnie a le choix d'accepter ou de refuser ce créneau et d'en demander un autre avec des critères. Cette phase de "négociation" se déroule impérativement 30 minutes avant l'heure de décollage.
- Une fois le créneau accepté, un message est envoyé aux centres de contrôle pour mettre à jour le plan de vol associé.

La partie de l'ETFMS chargée du calcul et de la distribution des créneaux est appelée CASA (Computer Assisted Slot Allocation).
Il existe également d'autres types de messages entre les compagnies aériennes et la CFMU permettant d'informer de l'état de l'avion (prêt à décoller) ou de le suspendre (avion en dégivrage durant une tempête de neige). Ce sont les messages ATFM (Air Traffic Flow Management) échangés au format ADEXP.
Actuellement, ETFMS inclut de nouveaux messages permettant de mettre en place un système CDM en Europe sous la forme de deux messages : les FUM et les DPI.